# Seinsfeld
Seinsfeld település Németországban, Rajna-vidék-Pfalz tartományban. Lakosainak száma 177 fő (2023. december 31.).

## Népesség
A település népességének változása:
| Lakosok száma | 233  | 166  | 170  | 169  | 169  | 177  |
|               | 1975 | 2017 | 2019 | 2021 | 2022 | 2023 |